# Joanna Puppel
Joanna Puppel (ur. w 1975 w Poznaniu) – polska językoznawczyni, doktor habilitowana nauk humanistycznych, anglistka, nauczyciel akademicki, profesor Uniwersytetu im. Adama Mickiewicza w Poznaniu na Wydziale Neofilologii Uniwersytetu im. Adama Mickiewicza w Poznaniu. Kierownik Zakładu Ekolingwistyki i Komunikologii na Wydziale Neofilologii Uniwersytetu im. Adama Mickiewicza w Poznaniu. Jej zainteresowania naukowe oscylują wokół teorii i praktyki komunikacji, zwłaszcza komunikacji niewerbalnej. Jest autorką publikacji z zakresu dynamicznie rozwijającej się dyscypliny naukowej, jaką jest komunikologia i gestologia.

## Życiorys
- Stopień doktora z językoznawstwa uzyskała w 2003 roku na podstawie rozprawy pt. „Rola elementów komunikacji niewerbalnej w procesie komunikacji na przykładzie komunikacji dydaktycznej w języku angielskim w świetle Teorii Wymiany Społecznej i Teorii Wpływu Społecznego”.
- Stopień doktora habilitowanego z językoznawstwa uzyskała w 2015 roku na podstawie rozprawy pt. „Obecność i rola gestów rytualnych w przestrzeni publicznej. Analiza rzeźb sakralnych w świątyniach katolickich na terenie miasta Poznania i wybranych okolic”.

## Wybrane publikacje
- Puppel, S. i J. Puppel. (2005). Zagadnienie percepcji języka naturalnego w triadzie: język ojczysty – język globalny – język sąsiedni na przykładzie triady język polski – język angielski – język niemiecki w ujęciu ekolingwistycznym: próba typologii. "Scripta Neophilologica Posnaniensia" XV. 55-95.
- Puppel, J. (2013) Komunikacja niewerbalna w ujęciu Teorii Wymiany Społecznej i Teorii Wpływu Społecznego. "Linguodidactica", 17(1), 159–174[2].
- Puppel, J. (2014). Obecność i rola gestów rytualnych w przestrzeni publicznej. Analiza rzeźb sakralnych w świątyniach katolickich na terenie miasta Poznania i wybranych okolic. Poznań: Wydawnictwo Naukowe UAM [3].
- Puppel, J. (2019). Some observations on the handshake as a crucial indicator of the empathic and peacebuilding culture. "Scripta Neophilologica Posnaniensia" XIX, 135-142[4].
- Puppel, J. (2022). Gestural minds unfolding: On becoming fully equipped and fully licensed gestural signers. "Scripta Neophilologica Posnaniensia" XXII, 153-156[5].
- Puppel, J. (2023). Pomnik jako „gest” emblematyczno-stacjonarny w miejskiej przestrzeni publicznej. "Scripta Neophilologica Posnaniensia" XXIII, 49-59[6].